# Диловасы
Диловасы (тур. Dilovası) — город и район в провинции Коджаэли (Турция). Выделен из района Гебзе в отдельную административную единицу в 2008 году.